# Телевидение в Дании
Телевидение в Дании было создано в 1950-х годах и находилось в ведении монополии, имевшей только один канал до 1980-х годов.

## История
Первые телевизионные передачи в Дании начались 2 октября 1951 года. Они велись национальной радиовещательной компанией Statsradiofonien и состояли из часового вещания три раза в неделю. Первоначально трансляции были ограничены несколькими сотнями домов в столичном районе.
Ежедневные передачи начались в 1954 году. С открытием передатчика Gladsaxe большая часть Зеландии смогла смотреть телевидение. Вся страна была покрыта в 1960 году, когда открылся передатчик на Борнхольме. Statsradiofonien было переименовано в Danmarks Radio (DR) в 1959 году.
Первая новостная программа TV-Avisen была запущена в 1965 году. Цветное телевидение начало тестовые передачи в 1967 году, а с 1970 года цветное телевидение стало нормой в съемках и вещании.
В 1983 году DR начал испытания с региональным телеканалом TV Syd. Местное телевидение появилось во многих частях страны, бросив вызов монополии DR. Монополия на национальное телевидение закончилась 1 октября 1988 года, когда появился TV 2. TV 2 располагался в Оденсе на острове Фюн и финансировался как за счет рекламы, так и за счет телевизионной лицензии. В рамках TV 2 создано восемь региональных станций, одна из которых - TV Syd. Прерывание программ для рекламы было незаконным (и остается незаконным по состоянию на 2012 год), поэтому рекламные ролики транслировались между программами.
Первый частный спутниковый канал, вещающий на скандинавских языках, был запущен в 1987 году и был известен как TV3. Отдельная датская версия появилась в 1990 году. TV3 вещал из Соединенного Королевства и, следовательно, мог избежать датских законов о рекламе. TV3 запустил дочерний канал, известный как 3+, в 1996 году, объединив два бывших канала TV6 и ZTV.
DR запустил спутниковый канал 30 августа 1996 года. Он был известен как DR2, и первый канал соответственно изменил свое название на DR1.
Местным телевизионным станциям не разрешили подключиться к сети, а это означало, что две станции не могли показывать одну программу одновременно. В 1997 году правила были смягчены, позволив станциям одновременно транслировать программу. Так родилась телевизионная сеть Дании.
TV 2 запустил второй канал в 2000 году. Он был известен как TV 2 Zulu и был исключительно коммерческим предприятием. Первоначально это был бесплатный канал, но в 2003 году он был преобразован в платный. С тех пор TV 2 запустил различные платные каналы, такие как TV 2 Charlie, TV 2 Film и TV 2 News.
SBS, владельцы TV Danmark, запустили дочерний канал под названием TV Danmark 1 в 2002 году. Первоначальным каналом стал TV Danmark 2. Так же, как TV3 и TV3 +, TV Danmark 1 транслировался из Великобритании. 4 апреля 2004 года TV Danmark 1 был преобразован в Kanal 5. TV Danmark был переименован в Kanal 4 3 апреля 2006 года и покинул наземную сеть 1 января 2007 года. Его заменила SBS Net, принадлежащая той же компании.
Поскольку и DR, и TV 2 принадлежат государству, государственные вещательные компании имеют относительно высокую долю просмотров по европейским стандартам. Когда в 2001 году было избрано новое правоцентристское правительство, оно объявило, что приватизирует TV 2 в течение 100 дней. Это не удалось, но TV 2 был преобразован в государственную публичную компанию (aktieselskab) в 2003 году. TV 2 в последний раз получил лицензионное финансирование для национального канала в 2004 году.

## Цифровое наземное телевидение
Технический запуск ЦНТ состоялся в Дании в марте 2006 года после нескольких лет публичных испытаний. Официальный запуск был в полночь 1 ноября 2009 года, когда аналоговое вещание по всей стране прекратилось.
По состоянию на июнь 2020 года доступно пять национальных мультиплексов. MUX 1 принадлежит DIGI-TV I/S (совместное предприятие DR и TV 2), но управляется Teracom A/S, транслируя только бесплатные эфирные каналы. MUX 2–5 принадлежат и управляются Boxer, транслирующим только зашифрованное платное телевидение.

## Просмотр долей
Просмотр долей по разным каналам, по данным TNS-Gallup.
* Цифры за 2009 год относятся только к неделям до 26 апреля.
| Channels                | 2000 | 2001 | 2002 | 2003 | 2004 | 2005 | 2006 | 2007 | 2008 | 2009* |
| ----------------------- | ---- | ---- | ---- | ---- | ---- | ---- | ---- | ---- | ---- | ----- |
| DR1                     | 28.9 | 27.6 | 28.4 | 29.8 | 29.8 | 28.0 | 27.7 | 26.4 | 24.6 | 23.9  |
| DR2                     | 2.9  | 3.3  | 3.7  | 3.8  | 4.2  | 4.7  | 4.7  | 4.6  | 4.1  | 4.7   |
| DR Update               | -    | -    | -    | -    | -    | -    | -    | -    | 0.2  | 0.3   |
| TV 2                    | 36.1 | 34.7 | 35.3 | 35.2 | 35.0 | 35.8 | 34.2 | 33.4 | 31.2 | 30.2  |
| TV 2 Zulu               | 0.3  | 2.2  | 3.1  | 2.1  | 2.5  | 2.8  | 3.0  | 2.5  | 2.3  | 2.3   |
| TV 2 Charlie            | -    | -    | -    | -    | 0.2  | 1.0  | 2.0  | 2.7  | 2.4  | 2.6   |
| TV 2 Film               | -    | -    | -    | -    | -    | 0.2  | 0.8  | 1.1  | 1.1  | 1.2   |
| TV 2 News               | -    | -    | -    | -    | -    | -    | -    | 0.7  | 1.8  | 2.4   |
| Viasat Sport/TV 2 Sport | -    | -    | 0.4  | 0.4  | 0.4  | 0.4  | 0.4  | 0.8  | 1.1  | 1.2   |
| TV3                     | 9.1  | 8.0  | 7.2  | 6.6  | 6.0  | 5.4  | 5.0  | 5.3  | 4.9  | 4.7   |
| TV3+                    | 3.3  | 3.6  | 3.5  | 3.5  | 3.5  | 3.6  | 3.7  | 3.7  | 3.6  | 3.1   |
| TV3 Puls                | -    | -    | -    | -    | -    | -    | -    | -    | -    | 0.3   |
| TVDanmark 2/Kanal 4     | 5.1  | 6.3  | 4.8  | 4.7  | 4.3  | 3.9  | 3.1  | 1.2  | 1.7  | 1.8   |
| TVDanmark 1/Kanal 5     | 1.9  | 2.3  | 2.2  | 1.9  | 2.3  | 2.3  | 2.5  | 2.6  | 2.9  | 2.9   |
| SBS Net/6'eren          | -    | -    | -    | -    | -    | -    | -    | 1.0  | 1.0  | 1.3   |
| The Voice TV            | -    | -    | -    | -    | -    | -    | -    | -    | 0.3  | 0.3   |
| Discovery Channel       | -    | -    | -    | 1.3  | 1.1  | 1.1  | 1.3  | 1.3  | 1.3  | 1.3   |
| Animal Planet           | -    | -    | -    | -    | -    | -    | -    | -    | 0.6  | 0.6   |